# Jordan EJ12
Jordan EJ12 – samochód Formuły 1 zaprojektowany przez Eghbala Hamidy’ego oraz Gary’ego Andersona i skonstruowany przez Jordan Grand Prix na sezon 2002.

## Historia
Chociaż oparty na Jordanie EJ11, model EJ12 był całkowicie nowym projektem. Zastosowano nowy monokok z kompozytu włókna węglowego. Samochód z jego opadającym nosem znacznie różnił się z przodu od poprzednika. W celu zmniejszenia masy samochodu i redukcji środka ciężkości wprowadzone zostały nowe materiały i techniki produkcyjne. W efekcie Jordan EJ12 był lżejszy niż EJ11.
Zmiana przodu wymusiła przeprojektowanie przedniego zawieszenia. By wyjść naprzeciw ówczesnym trendom projektowym w Formule 1, w zawieszeniu znajdowały się obsługiwane przez popychacze amortyzatory Penske, a tarcze hamulcowe Brembo zostały wyprodukowane z włókna węglowego. Jordan postanowił nadal korzystać z opon firmy Bridgestone, która zimą rozwijała nową specyfikację opon.
Jordan EJ12 był drugim, po EJ11, samochodem Jordana stosującym silnik Hondy. Silnik ten był umieszczony inaczej niż wersja z 2001 roku, co wymusiło na Jordanie przeprojektowanie tylnej części samochodu. Dysponował on mocą 835–865 KM przy 18800 rpm. Silnik był sprzężony z siedmiobiegową skrzynią biegów, opartą na wersji z 2001 roku. Części skrzyni biegów zostały jednak umiejscowione niżej, by zoptymalizować sztywność Układ chłodzenia natomiast był lżejszy.
Przepisy FIA na 2002 rok zabraniały stosowania elektronicznego wspomagania układu kierowniczego, stąd też Jordan stworzył dla modelu EJ12 nowy układ wspomagania.
Samochód został zaprezentowany 22 lutego 2002 roku w siedzibie DHL na lotnisku w Brukseli. Firma DHL została tytularnym sponsorem zespołu, zaś poprzedni sponsor tytularny, Benson & Hedges, kontynuował współpracę z zespołem jako pomniejszy sponsor. Według magazynu „Marketing” umowa właściciela DHL – Deutsche Post – z Jordanem miała trwać trzy lata i była warta około 20 milionów funtów rocznie. Kierowcami EJ12 byli Giancarlo Fisichella, który jeździł już w Jordanie w 1997 roku, oraz debiutant Takuma Satō.
Samochód spisywał się poniżej oczekiwań. EJ12 był delikatny i przez to awaryjny, a jego kierowcy zdobyli łącznie dziewięć punktów. Pozwoliło to jednak na prześcignięcie w klasyfikacji konstruktorów drugiego zespołu napędzanego silnikami Hondy, BAR.
Po 2002 roku Honda zaprzestała dostarczania silników Jordanowi, skupiając się wyłącznie na BAR. Od 2003 roku Jordan korzystał z silników Forda.

## Wyniki w Formule 1
| Legenda oznaczeń w tabelach wyników Wyświetl szablon na nowej stronie | Legenda oznaczeń w tabelach wyników Wyświetl szablon na nowej stronie                                                                     |
| Oznaczenie                                                            | Wyjaśnienie |
| --------------------------------------------------------------------- | --- |
| Złoty                                                                 | Zwycięzca lub mistrzostwo |
| Srebrny                                                               | 2. miejsce lub wicemistrzostwo |
| Brązowy                                                               | 3. miejsce lub II wicemistrzostwo |
| Zielony                                                               | Ukończył, punktował (w klasyfikacji generalnej, gdy zdobył co najmniej jeden punkt na przestrzeni sezonu, poza trzema powyższymi opcjami) |
| Niebieski                                                             | Ukończył, nie punktował (w klasyfikacji generalnej, gdy nie zdobył co najmniej jednego punktu na przestrzeni sezonu)                      |
| Czerwony                                                              | Nie zakwalifikował się (NZ) |
| Czerwony                                                              | Nie prekwalifikował się (NPK) |
| Różowy                                                                | Nie ukończył (NU) |
| Różowy                                                                | Niesklasyfikowany (NS) (w klasyfikacji generalnej, gdy nie został sklasyfikowany w żadnym wyścigu sezonu)                                 |
| Czarny                                                                | Zdyskwalifikowany (DK) |
| Czarny                                                                | Wykluczony (WYK/EX) |
| Biały                                                                 | Nie wystartował (NW) |
| Biały                                                                 | Kontuzjowany (K/INJ) |
| Biały                                                                 | Wyścig odwołany (OD/C) |
| Bez koloru                                                            | Został wycofany (WYC/WD) |
| Bez koloru                                                            | Nie przybył (NP/DNA) |
| Bez koloru                                                            | Nie brał udziału w treningach (NT/DNP) |
| Bez koloru                                                            | Nie został zgłoszony (–) |
| Pogrubienie                                                           | Start z pole position |
| Kursywa                                                               | Najszybsze okrążenie wyścigu |
| †                                                                     | Nie ukończył, ale jego rezultat został zaliczony ze względu na przejechanie więcej niż 90% dystansu wyścigu.                              |
| *                                                                     | Sezon w trakcie |
| 1/2/3                                                                 | Punktowana pozycja w sprincie kwalifikacyjnym                                                                                             |
| Lista systemów punktacji Formuły 1                                    | |

| Sezon | Zespół           | Silnik | Kierowcy             | Wyniki w poszczególnych eliminacjach | Wyniki w poszczególnych eliminacjach | Wyniki w poszczególnych eliminacjach | Wyniki w poszczególnych eliminacjach | Wyniki w poszczególnych eliminacjach | Wyniki w poszczególnych eliminacjach | Wyniki w poszczególnych eliminacjach | Wyniki w poszczególnych eliminacjach | Wyniki w poszczególnych eliminacjach | Wyniki w poszczególnych eliminacjach | Wyniki w poszczególnych eliminacjach | Wyniki w poszczególnych eliminacjach | Wyniki w poszczególnych eliminacjach | Wyniki w poszczególnych eliminacjach | Wyniki w poszczególnych eliminacjach | Wyniki w poszczególnych eliminacjach | Wyniki w poszczególnych eliminacjach | Wyniki kierowców | Wyniki kierowców | Wyniki konstruktora | Wyniki konstruktora |
| 2002  |                  |        |                      | Australia                            | Malezja                              | Brazylia                             | San Marino                           | Hiszpania                            | Austria                              | Monako                               | Kanada                               | Unia Europejska                      | Wielka Brytania                      | Francja                              | Niemcy                               | Węgry                                | Belgia                               | Włochy                               | Stany Zjednoczone                    | Japonia                              | Pkt.             | Msc.             | Pkt.                | Msc.                |
| ----- | ---------------- | ------ | -------------------- | ------------------------------------ | ------------------------------------ | ------------------------------------ | ------------------------------------ | ------------------------------------ | ------------------------------------ | ------------------------------------ | ------------------------------------ | ------------------------------------ | ------------------------------------ | ------------------------------------ | ------------------------------------ | ------------------------------------ | ------------------------------------ | ------------------------------------ | ------------------------------------ | ------------------------------------ | ---------------- | ---------------- | ------------------- | ------------------- |
| 2002  | DHL Jordan Honda | Honda  | Giancarlo Fisichella | NU                                   | 13                                   | NU                                   | NU                                   | NU                                   | 5                                    | 5                                    | 5                                    | NU                                   | 7                                    | NW                                   | NU                                   | 6                                    | NU                                   | 8                                    | 7                                    | NU                                   | 7                | 11               | 9                   | 6                   |
| 2002  | DHL Jordan Honda | Honda  | Takuma Satō          | NU                                   | 9                                    | 9                                    | NU                                   | NU                                   | NU                                   | NU                                   | 10                                   | 16                                   | NU                                   | NU                                   | 8                                    | 10                                   | 11                                   | 12                                   | 11                                   | 5                                    | 2                | 15               | 9                   | 6                   |